# Дональдсон, Саймон
Сэр Саймон Керван До́нальдсон (англ. Simon Kirwan Donaldson; род. 20 августа 1957) — британский математик, лауреат международных премий. Знаменит работами в области топологии гладких (дифференцируемых) 4-мерных многообразий.

## Биография
Саймон Дональдсон получил степень бакалавра искусств по математике в Пембрук-колледже, Кембридж, в 1979 году, после чего стал аспирантом в Вустер-колледже, Оксфорд — сначала под руководством Найджела Хитчина, а затем — Майкла Атийи. В 1982 году, ещё будучи аспирантом, он опубликовал статью Self-dual connections and the topology of smooth 4-manifolds, которая, по словам Атийи, «потрясла математический мир».
После получения в 1983 году в Оксфорде степени доктора философии, Дональдсон стал преподавать в оксфордском Колледже Всех Душ. 1983—1984 учебный год он провёл в США в Институте перспективных исследований, и в 1985 году вернулся в Оксфорд уже профессором. Один год он провёл в Стэнфордском университете, а с 1998 года перешёл на работу в Имперский колледж Лондона.
С 2014 года работает в Университете штата Нью-Йорк в Стоуни-Брук.
В 2012 году за заслуги в области математики Саймон Дональдсон был возведён в рыцарское звание.

## Награды
- 1984 — Премия Уайтхеда
- 1986 — Филдсовская премия
- 1994 — Премия Крафорда
- 2006 — Международная премия короля Фейсала
- 2008 — Премия Неммерса по математике
- 2009 — Премия Шао
- 2014 — Breakthrough Prize in Mathematics
- Премия Веблена по геометрии (2019)

В 1992 году сделал пленарный доклад на Европейском математическом конгрессе.

## Членство в академиях
- Лондонское королевское общество (1986)[5]
- Шведская королевская академия наук (2010)
- Действительный член Американского математического общества (2012)[6]
- Иностранный член Национальной академии наук США (2000)[7]
- Иностранный член Французской академии наук (2005)[8]
- Иностранный член Российской академии наук (2019)[9]

## Избранные труды
- Donaldson, Simon K. An application of gauge theory to four-dimensional topology (англ.) // Journal of Differential Geometry : journal. — 1983a. — Vol. 18, no. 2. — P. 279—315.
- Donaldson, Simon K. Self-dual connections and the topology of smooth 4-manifolds (англ.) // Bulletin of the American Mathematical Society : journal. — 1983b. — Vol. 8, no. 1. — P. 81—83. — doi:10.1090/S0273-0979-1983-15090-5.
- Donaldson, Simon K. The orientation of Yang-Mills moduli spaces and 4-manifold topology (англ.) // Journal of Differential Geometry : journal. — 1987a. — Vol. 26, no. 3. — P. 397—428.
- Donaldson, Simon K. Irrationality and the h-cobordism conjecture (неопр.) // J. Differential Geom.. — 1987b. — Т. 26, № 1. — С. 141—168.
- Donaldson, Simon K. Infinite determinants, stable bundles and curvature (англ.) // Duke Math. J.[англ.] : journal. — 1987c. — Vol. 54, no. 1. — P. 231—247. — doi:10.1215/S0012-7094-87-05414-7.
- Donaldson, Simon K. Polynomial invariants for smooth four-manifolds (англ.) // Topology[англ.] : journal. — 1990. — Vol. 29, no. 3. — P. 257—315. — doi:10.1016/0040-9383(90)90001-Z.
- Donaldson, Simon K. Lefschetz pencils on symplectic manifolds (неопр.) // Journal of Differential Geometry. — 1999. — Т. 53, № 2. — С. 205—236.
- Donaldson, Simon K. Scalar curvature and projective embeddings. I (неопр.) // Journal of Differential Geometry. — 2001. — Т. 59, № 3. — С. 479—522.
- Donaldson, Simon K. Riemann surfaces (англ.). — Oxford: Oxford University Press, 2011. — Vol. 22. — (Oxford Graduate Texts in Mathematics). — ISBN 978-0-19-960674-0. — doi:10.1093/acprof:oso/9780198526391.001.0001.[10]
- Donaldson, Simon K.; Kronheimer, Peter B.[англ.]. The geometry of four-manifolds (англ.). — New York: Oxford University Press, 1990. — (Oxford Mathematical Monographs). — ISBN 0-19-853553-8.[11]
- Donaldson, Simon K.; Sun, Song. Gromov-Hausdorff limits of Kähler manifolds and algebraic geometry (неопр.) // Acta mathematica. — 2014. — Т. 213, № 1. — С. 63—106. — doi:10.1007/s11511-014-0116-3.
- Chen, Xiuxiong; Donaldson, Simon; Sun, Song. Kähler-Einstein metrics and stability (англ.) // Int. Math. Res. Notices : journal. — 2014. — Vol. 8. — P. 2119—2125. — doi:10.1093/imrn/rns279.
- Chen, Xiuxiong; Donaldson, Simon; Sun, Song. Kähler-Einstein metrics on Fano manifolds I: Approximation of metrics with cone singularities (англ.) // J. Amer. Math. Soc.[англ.] : journal. — 2015a. — Vol. 28, no. 1. — P. 183—197. — doi:10.1090/S0894-0347-2014-00799-2.
- Chen, Xiuxiong; Donaldson, Simon; Sun, Song. Kähler-Einstein metrics on Fano manifolds II: Limits with cone angle less than 2π (англ.) // J. Amer. Math. Soc.[англ.] : journal. — 2015b. — Vol. 28, no. 1. — P. 199—234. — doi:10.1090/S0894-0347-2014-00800-6.
- Chen, Xiuxiong; Donaldson, Simon; Sun, Song. Kähler-Einstein metrics on Fano manifolds III: Limits as cone angle approaches 2π and completion of the main proof (англ.) // J. Amer. Math. Soc.[англ.] : journal. — 2015c. — Vol. 28, no. 1. — P. 235—278. — doi:10.1090/S0894-0347-2014-00801-8.